# Triplet premier
Pour un article plus général, voir n-uplets de nombres premiers distants d'écarts constants.
En théorie des nombres, un triplet premier ou triplet-premier ("prime triplet" en anglais) est une suite de trois nombres premiers consécutifs telle que l'écart entre le plus petit et le plus grand soit de 6, ce qui est le plus petit écart possible pour une telle suite, à l'exception des triplets (2, 3, 5) et (3, 5, 7). Un triplet premier est nécessairement de la forme {\displaystyle (p,p+2,p+6)} ou {\displaystyle (p,p+4,p+6)}. Une conjecture, renforçant celle des nombres premiers jumeaux, est l'existence d'une infinité de triplets de chacune des deux formes. Les nombres d'un triplet premier sont parfois appelés des nombres premiers triplés.

## Justification de la définition
Un triplet de nombres premiers consécutifs est constitué de nombres premiers impairs, à l'exception de (2, 3, 5). Si trois entiers sont de la forme {\displaystyle n,n+2,n+4}, alors 3 est un diviseur de l'un de ces trois nombres, donc si {\displaystyle n>3} l'un de ces nombres n'est pas premier. Par conséquent, parmi trois nombres premiers impairs consécutifs, l'écart entre le plus petit et le plus grand vaut toujours au moins 6, sauf pour le triplet (3, 5, 7).
Quand on cherche des triplets de nombres premiers consécutifs d'écarts minimaux, les deux seules formes possibles, en dehors de ces deux triplets, sont donc bien {\displaystyle (p,p+2,p+6)} ou {\displaystyle (p,p+4,p+6)}, et on trouve effectivement des triplets premiers de chacune de ces deux formes, comme (5, 7, 11) et (7, 11, 13), et d'autres.
Plus formellement, trois nombres premiers consécutifs s'écrivent {\displaystyle (p,p+a,p+b)}, et les triplets premiers sont les triplets pour lesquels l'écart {\displaystyle b} entre les extrémités du triplet est minimal parmi les triplets de nombres premiers consécutifs qui ne fournissent pas de représentant pour chaque classe de congruence modulo un nombre premier. Cette définition exclut bien (2, 3, 5) qui présente toutes les classes de congruence modulo 2, et (3, 5, 7) qui présente toutes les classes de congruence modulo 3. Elle exclut les formes de triplets, {\displaystyle (p,p+1,p+4)} et {\displaystyle (p,p+2,p+4)} pour lesquelles on obtient par congruence une raison évidente pour laquelle il y a un nombre fini de triplets de cette forme.
Cette définition se généralise à des suites finies de nombres premiers consécutifs de longueur arbitraire, que l'on appelle constellations de nombres premiers. Les nombres premiers jumeaux sont les constellations minimales de deux nombres premiers, les triplets premiers les constellations minimales de trois nombres premiers,. 

## Propriétés caractéristiques
Un triplet premier contient toujours :
- une paire de nombres premiers jumeaux : {\displaystyle p} et {\displaystyle p+2}, ou {\displaystyle p+4} et {\displaystyle p+6} ;
- une paire de nombres premiers cousins :  {\displaystyle p} et {\displaystyle p+4}, ou {\displaystyle p+2} et {\displaystyle p+6} ;
- une paire de nombres premiers sexy : {\displaystyle p} et {\displaystyle p+6}.

Un nombre premier peut appartenir au maximum à trois triplets premiers ; par exemple : 103 appartient à (97, 101, 103), (101, 103, 107) et (103, 107, 109).
Dans ce cas, les cinq nombres premiers impliqués forment un quintuplet premier.
Un quadruplet premier {\displaystyle (p,p+2,p+6,p+8)} contient deux triplets premiers imbriqués : {\displaystyle (p,p+2,p+6)} et {\displaystyle (p+2,p+6,p+8)}.

## Liste
Les triplets premiers de nombres inférieurs à 1 000 sont :
- de 0 à 100, 9 occurrences : (5, 7, 11), (7, 11, 13), (11, 13, 17), (13, 17, 19), (17, 19, 23), (37, 41, 43), (41, 43, 47), (67, 71, 73), (97, 101, 103),
- de 101 à 250, 7 occurrences : (101, 103, 107), (103, 107, 109), (107, 109, 113), (191, 193, 197), (193, 197, 199), (223, 227, 229), (227, 229, 233) ;
- de 251 à 500, 6 occurrences : (277, 281, 283), (307, 311, 313), (311, 313, 317), (347, 349, 353), (457, 461, 463), (461, 463, 467) ;
- de 501 à 1 000, 8 occurrences : (613, 617, 619), (641, 643, 647), (821, 823, 827), (823, 827, 829), (853, 857, 859), (857, 859, 863), (877, 881, 883), (881, 883, 887).

## Record de taille
Le premier triplet premier de nombres premiers géants a été découvert en 2008 par Norman Luhn et François Morain. Il est de la forme {\displaystyle (p,p+2,p+6)} avec p = 2 072 644 824 759 × 233 333 − 1.
Depuis avril 2013, le plus grand triplet premier connu contient des nombres premiers de 16 737 chiffres (en base dix) et a été découvert par Peter Kaiser. Il est de la forme  {\displaystyle (p,p+4,p+6)} avec p = 6 521 953 289 619 × 255 555 − 5.